# Sestriere Borgata
Sestriere Borgata is een skicomplex in Sestriere en diende als een van de drie accommodaties voor het alpineskiën tijdens de Olympische Winterspelen 2006 in Turijn, waar het zo'n 100 kilometer van verwijderd is.
De accommodatie bevindt zich in Sestriere en ligt in een groot skigebied tussen de twee valleien Val Chisone en Val Di Susa. Het stadion in Sestriere Borgata biedt plaats aan 8560 toeschouwers.
De piste van Sestriere Borgata ligt zo'n 2 kilometer buiten Sestriere en staat in verbinding met Sestriere Colle door middel van skiliften. Op de Kandahar Banchetta piste werden tijdens de Spelen de mannenwedstrijden op de Super-G, de afdaling en de combinatie gehouden. De piste begint vrij vlak met enkele technische bochten. Daarna wordt de piste steiler en sneller in een bebost gebied met nog een aantal verraderlijke bochten tot aan de eindstreep.